# Yōrō-Wasserfall
Der Yōrō-Wasserfall (jap. 養老の滝 Yōrō no Taki) ist mit einer Fallhöhe von 30 m ein Wasserfall im Yōrō-Park, nahe der Stadt Yōrō in der Präfektur Gifu.
Der Wasserfall befindet sich flussaufwärts liegenden Taki-Tal und dem Tsuta-Fluss. Der Yōrō-Wasserfall wurde vom japanischen Umweltministerium in die Liste der Top-100-Wasserfälle Japans aufgenommen.
Eine Legende um das Wasser des Yōrō-Wasserfalls erzählt die Geschichte eines Jungen, der das nach Sake schmeckende Wasser seinem gealterten Vater zum Trinken gegeben habe und dieser wieder jünger wurde. Als die Kaiserin Genshō davon erfuhr, suchte sie den Wasserfall auf um ebenfalls ein Schluck des Wassers zu trinken.
Im Animefilm A Silent Voice besuchen Shōya Ishida und Shōko Nishimiya während eines Ausfluges auf das Land den Wasserfall.

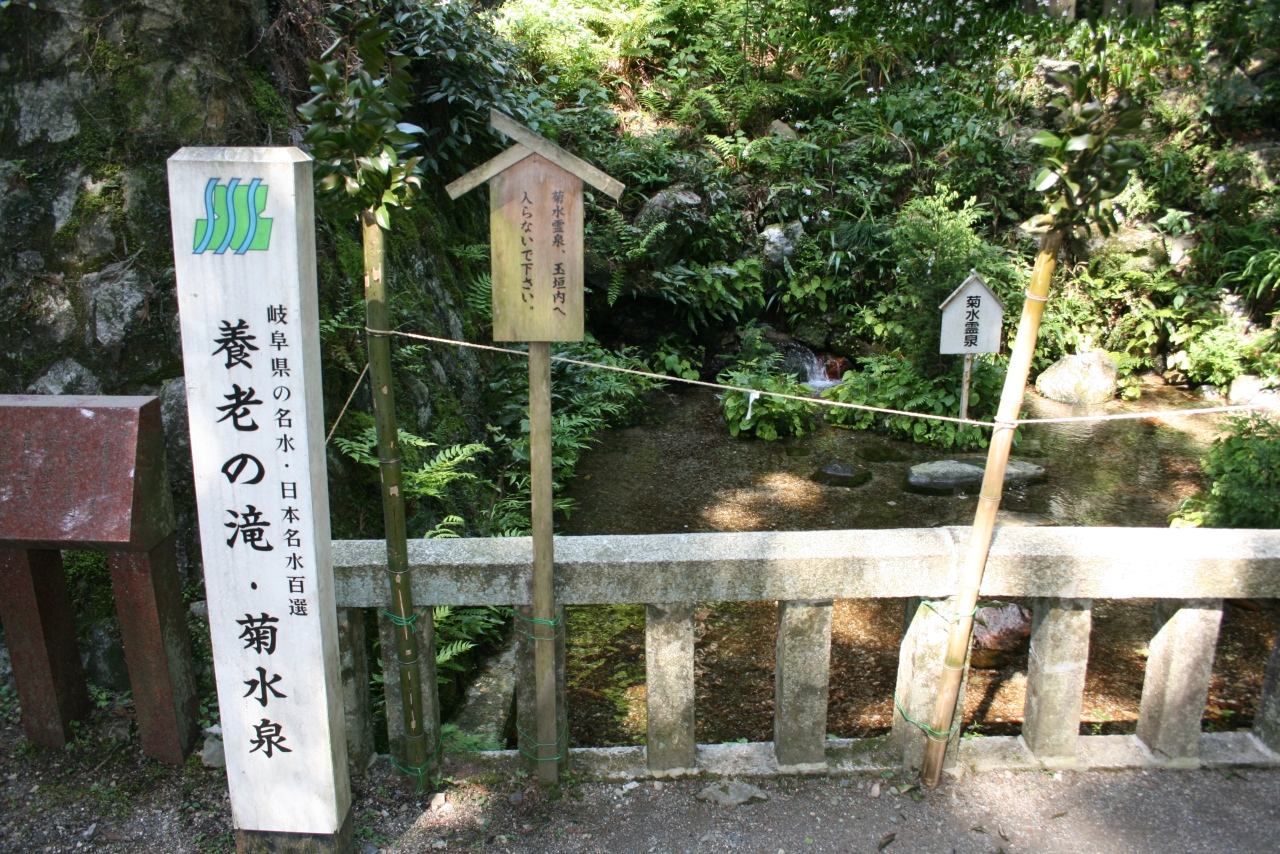
Die Quelle Kikusui-sen
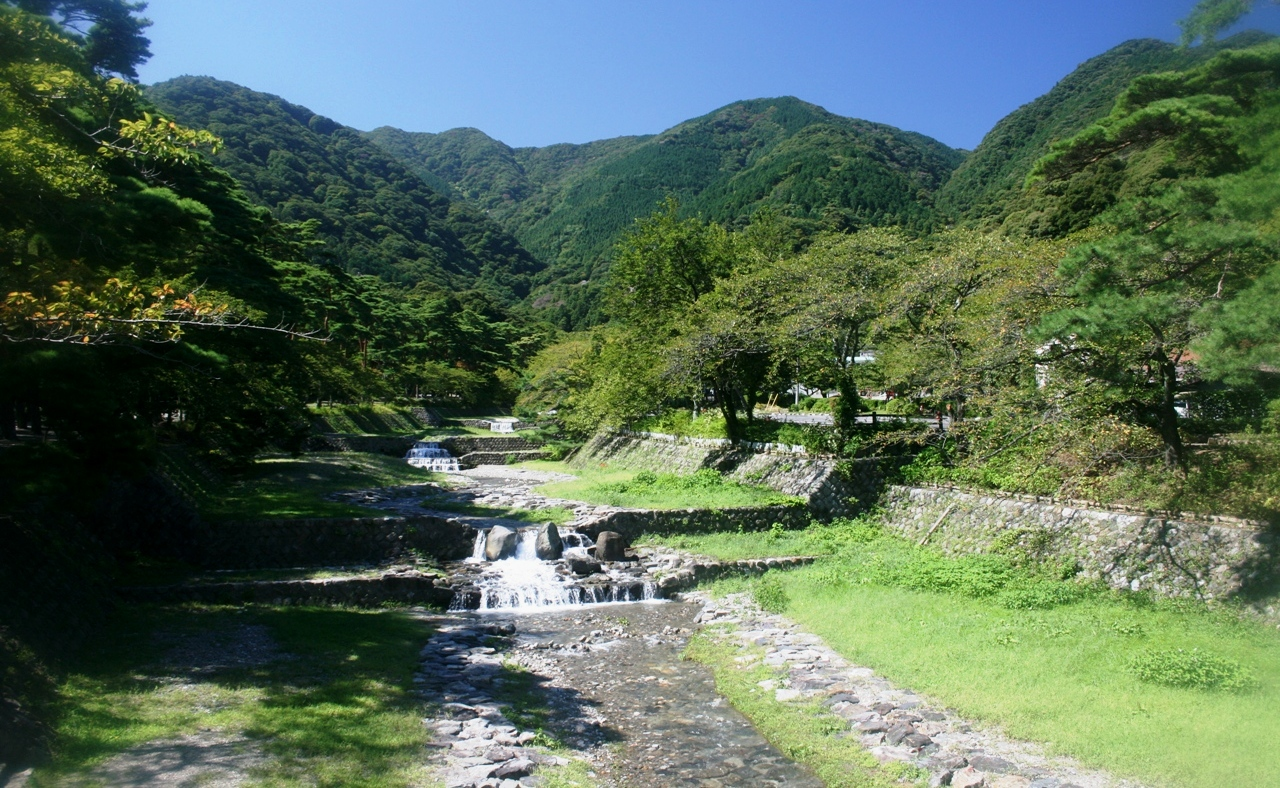
Das Taki-Tal
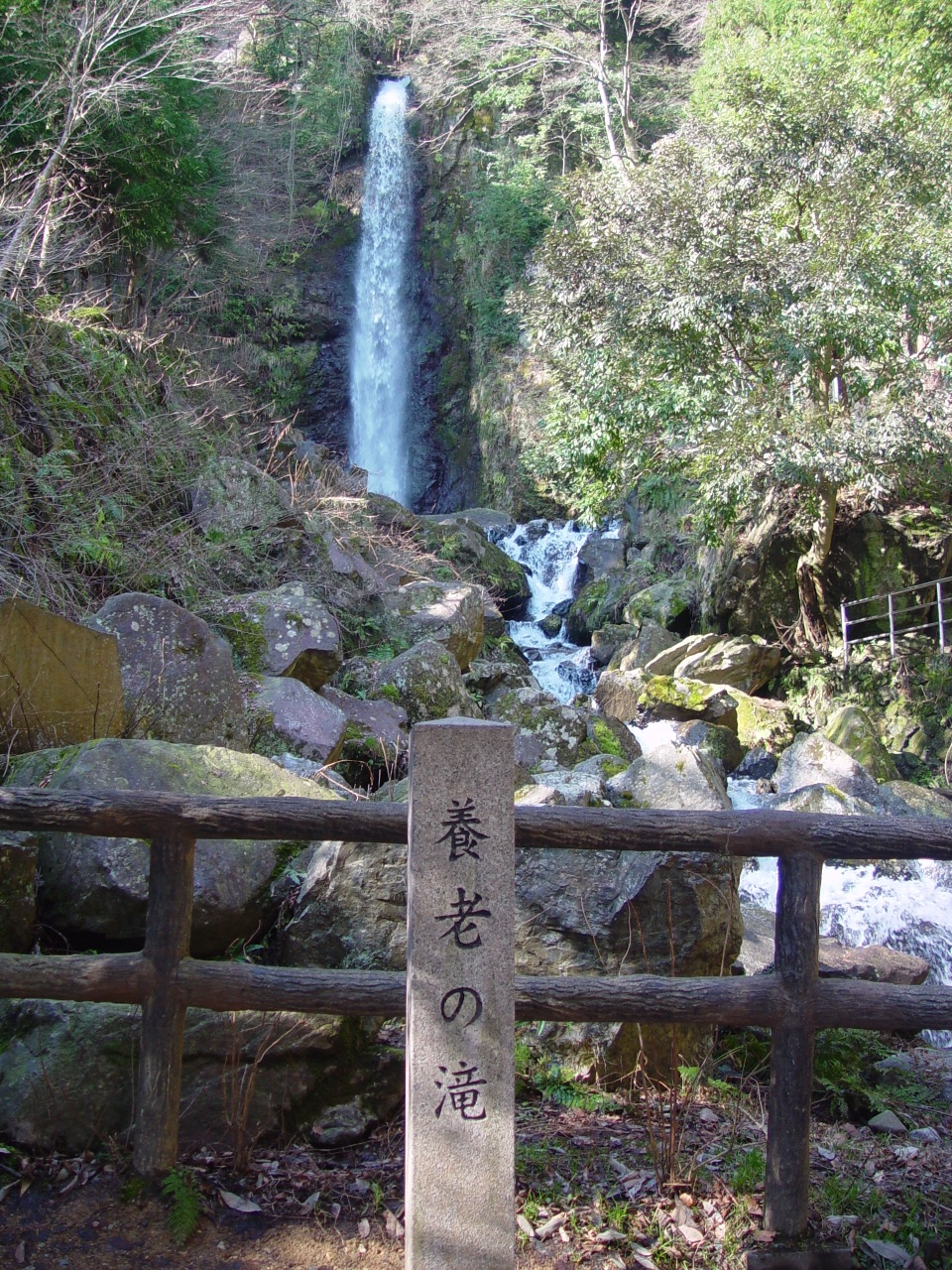
Der Yōrō-Wasserfall
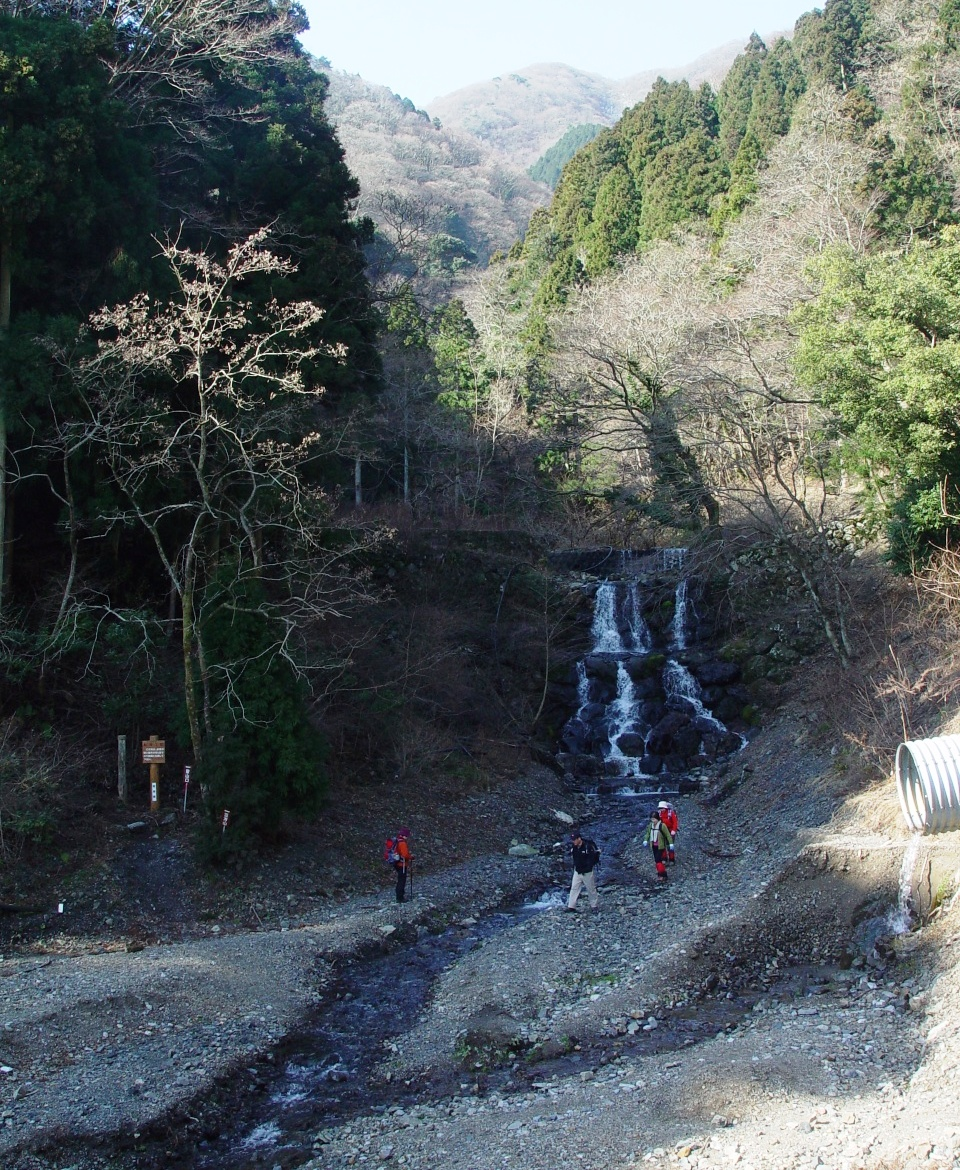
Flussaufwärts des Taki-Tals